# Fiat Cinquecento
 Denne artikel omhandler Fiat Cinquecento type 170 (1991−1998). For andre Fiat-modeller med samme eller lignende navn, se Fiat 500.
Fiat Cinquecento (type 170) var en mikrobil fra Fiat bygget mellem juli 1991 og juli 1998. Dermed byggede Fiat igen en "500" efter mere end 20 års pause. Denne "Cinquecento" (italiensk for 500) havde ikke ret meget andet end det med bogstaver skrevne navn med sin legendariske forgænger at gøre. Motorerne på 0,7, 0,9 og 1,1 liter og et "mere moderne" design gav bilen et enestående image. Bagagerummet kunne rumme 170 liter, og kunne ved at klappe bagsædet frem øges til 810 liter. Efterfølgeren hed Seicento (600), og var teknisk set en kraftigt faceliftet udgave af Cinquecento.
Fiat Cinquecento blev fremstillet i Tychy, Polen i mere end en million eksemplarer, og fandtes i flere forskellige versioner.

## Versioner

### Cinquecento 704 cm³
Type 170AA43A og 170AD43A
Denne version blev solgt under navnene Cinquecento ED eller Young.
Bilen var udviklet som efterfølger for den i Polen meget populære Fiat 126, og derfor blev det forsøgt at gøre bilen billigst mulig at producere. Udstyret var derfor ret magert i forhold til de andre versioner, hvilket betød at de bageste sideruder ikke kunne åbnes og at der ikke var nogen bagrudevisker. I stedet for hjulkapsler var der monteret små hjulkapper.
Modellen fandtes med to forskellige typer tocylindrede rækkemotorer på 704 cm³:
- En karburatormotor (FOS Lodz eller Weber), motortype 170A.000 uden katalysator med 23 kW (31 hk)
- En karburatormotor med elektronisk styring (Aisan), motortype 170A.046 med katalysator og 22 kW (30 hk)

Denne motor kom fra Fiat 126 BIS og havde liggende cylindre. Gearkassen var i begge versioner manuel med fire gear og monteret på langs i bilen. Modellen kunne køre 126 km/t.
Cinquecento ED på 704 cm³ blev bygget mellem oktober 1992 og juli 1998 og var hovedsageligt tilegnet det polske hjemmemarked, men blev dog også markedsført i Italien. Modellen blev ikke officielt importeret til Danmark af Fiat.

### Cinquecento 903 cm³
Type 170AB53A og 170AC53A
Fra juli 1991 til 1993 blev denne version kun solgt i Polen og dannede sammen med Cinquecento ED basis for yderligere modeludviklinger. Bilen havde samme udstyr som den senere standardversion med 899 cm³-motor.
Modellen blev drevet af en tværliggende firecylindret rækkemotor med et slagvolume på 903 cm³ og 30 kW (41 hk). Motoren var baseret på motoren fra Fiat 600, og blev senere benyttet i bl.a. Fiat 127. Motoren var som standard koblet sammen med en femtrins gearkasse.
903 cm³-modellen fandtes i to forskellige udførelser. Den første havde ingen katalysator og en mekanisk Weber-karburator i stedet for et indsprøjtningsanlæg, og blev fra oktober 1991 kun solgt i Polen. Den kunne kendes på motortypen 170A1.000 med en effekt på 30 kW (41 hk).
Den anden 903 cm³-model kom på markedet i juli 1991 og havde motortype 170A1.046 med en effekt på 29 kW (39 hk). Bilen var udstyret med monopoint-indsprøjtning af typen Weber IAW 06F, og havde ligeledes katalysator.
Begge disse versioner blev fremstillet frem til maj 1993, det samme år hvor salget udenfor Polen startede. Fra stelnummer 00164231 blev slagvolumet reduceret fra 903 til 899 cm³ for at nedsætte registreringsafgift og forsikringspræmie. Dermed blev motortypenummeret ændret til 1170A1.000 for karburatormotorens og 1170A1.046 for indsprøjtningsmotorens vedkommende.

### Cinquecento 0,9 i.e.
Type 170CF53A

#### Motor
Denne version af bilen, som var basismodel i bl.a. Danmark og Tyskland, var udstyret med en tværliggende firecylindret rækkemotor på 899 cm³ (type 1170A1.046) med 29 kW (39 hk) og et maksimalt drejningsmoment på 65 Nm ved 3000 omdr./min. Motoren var koblet til en femtrins manuel gearkasse, som trak på forhjulene.
Bilen accelererede fra 0 til 100 km/t på 18 sekunder, kunne køre 140 km/t og kunne i fjerde gear opnå 5500 omdr./min. Brændstofforbruget ved blandet kørsel lå på 6,1 liter efter 93/116/EG (95 oktan blyfri benzin). Motoren opfylder Euro1-normen og var udstyret med monopoint-indsprøjtning. Fra årgang 1995 opfylder den Euro2.
899 cm³-motoren var identisk med 903 cm³'eren fra 850 Coupé og 127, men havde i modsætning til forgængeren hydrauliske ventilløftere.

#### Udstyr
Udstyret var i vidt omfang baseret på ED-versionen. Bilerne blev leveret med ulakerede kofangere og sidespejle med sorte kunststofhuse. Den havde heldækkende hjulkapsler i stedet for navdæksler. De væsentligste forskelle på udstyret i ED og 0,9 i.e. var oplukkelige sideruder ved bagsædet, aflåseligt tankdæksel og bagrudevisker/-vasker, samt gearkassen med fem gear. Bilerne havde ligeledes to sidespejle i stedet for kun ét, som i modsætning til i ED-modellen kunne indstilles indefra. Forlygterne kunne ligeledes højdejusteres fra førerpladsen. Modellen kunne som ekstraudstyr leveres med soltag og el-ruder.

#### Videreudvikling
I slutningen af 1994 fik bilen diverse optiske modifikationer med bl.a. et nydesignet kombiinstrument og et delvist gråt i stedet for overvejende sort instrumentbræt. Kontakterne blev ligeledes belyst, og indtrækket på sæder og dørbeklædninger ændret. På visse markeder kunne bilen nu også leveres med en (mekanisk udløst) førerairbag; hertil blev antallet af kontaktarme reduceret fra tre til to og lyskontakten flyttet fra kontaktpanelet til den venstre kontaktarm. Den eneste motortekniske ændring var opgraderingen til Euro2. Udvendigt blev først tankdækslet ændret, så det nu placeret under en klap. Senere blev hjulkapslernes design også modificeret og stænklapperne foran baghjulene ændret.

### Cinquecento 0,9 i.e. S
Denne version havde samme udstyr og samme 0,9 i.e.-motor som basismodellen. Motoren opfyldt D3-normen.
Cinquecento 0,9 i.e. S var fra fabrikken ligeledes udstyret med varmedæmpende ruder, digitalur og mekanisk fjernoplåsning af bagklappen.

### Cinquecento 0,9 i.e. SX
Den ligeledes med 0,9-litersmotoren udstyrede SX-version havde også el-ruder, sidebeskyttelseslister, kofangere i bilens farve, ensfarvede baglygter, hvide blinklys og midterkonsol. Modellen kunne som ekstraudstyr leveres med centrallåsesystem, glassoltag, metallak og asymmetrisk delt bagsæde.

### Cinquecento Suite 0,9 i.e.
Denne version fokuserede entydigt på komfort og var som standard udstyret med klimaanlæg, el-ruder foran og centrallåsesystem. Motoren var ligeledes på 0,9 liter.

### Cinquecento Soleil
Denne version på basis af SX blev drevet af 0,9-motoren, og var udstyret med elektrisk foldetag fra Webasto. Det dobbeltlags foldetag på Cinquecento Soleil havde en 1,08 meter lang og 0,79 meter bred åbning og var lavet af PVC. Ved åbnet tag bremsede en vindafviser det direkte gennemtræk og en aluminiumsfatning sørgede for karrosseriets nødvendige stivhed.

### Cinquecento Sporting
Seriens topmodel var udstyret med en sportsligt afstemt undervogn, og var en kompakt og effektstærk bil. Sporting var udstyret med en firecylindret 1,1-litersmotor med indsprøjtning hentet fra Fiat Punto, som ydede 40 kW (54 hk) ved 5500 omdr./min. og havde et maksimalt drejningsmoment på 86 Nm ved 3250 omdr./min. Dermed kunne den kun 725 kg lette bil accelerede fra 0 til 100 km/t på 12,8 sek. og køre 150 km/t (forbrug efter 93/116/EG 6,2 liter blyfri 95 kombineret). 1,1-litersmotoren opfylder alt efter årgang udstødningsnormen E2 eller D3/Euro2.
Med sænket karrosseri, hårdere afstemte støddæmpere og en stabilisator på forakslen blev undervognen på den polskproducerede bil tilpasset den højere motorydelse. Sporting var som standard udstyret med sportssæder, læderrat, alufælge med brede dæk af størrelse 165/55 R 13 S, røde sikkerhedsseler og omdrejningstæller.
Sporting fandtes som specialudstyr også med udstyrspakken Abarth, som omfattede modificerede front- og hækskørter, sidelister, hækspoiler, alufælge, sportsundervogn fra Eibach og Abarth-indtræk.

### Cinquecento Turbo
På basis af Cinquecento Sporting (1108 cm³) solgte tuningsfirmaerne Novitec, Hörmann, G-Tech og Merkur turbo-ombygningssæt godkendt til brug på offentlig vej, med hvilke Cinquecento kunne accelerere fra 0 til 100 km/t på 7,9 sekunder. Med tilsvarende gearkasseafstemning kunne Cinquecento derved krydse 200 km/t-grænsen. Effekten for disse ombygningssæt var opgivet til 74 kW (101 hk), men ganske få Novitec-udførelser havde sågar 82 kW (112 hk). Antallet af tilsvarende ombyggede biler ligger under 1.000.

### Cinquecento Elettra
Mellem 1992 og 1996 producerede og solgte Fiat også en elbiludgave af Cinquecento kaldet Elettra. Bilen kunne leveres med enten bly-syre- eller NiCd-akkumulatorer. I modsætning til de fleste andre elbiler havde Cinquecento Elettra to batteripakker, en i motorrummet og en under bagsædet i stedet for brændstoftanken. Modellen ydede 9 kW (12 hk), hvilket gav den en rækkevidde på 100 km og en topfart på 85 km/t. Selv om den kostede 140.000 SFr, opnåede Cinquecento Elettra en vis popularitet i Italien, Frankrig og Schweiz.

## Tekniske data
|                                                | 704 cm³             | 0,9 i.e.            | 1,1 i.e.            |
| Byggeår                                        | 1992–1998           | 1991–1998           | 1994–1998           |
| Motordata                                      |                     |                     |                     |
| Motorplacering                                 | Langsliggende       | Tværliggende        | Tværliggende        |
| Motorkode                                      | 170A046             | 1170A10461          | 176B2000            |
| Motortype                                      | R2-benzinmotor      | R4-benzinmotor      | R4-benzinmotor      |
| Antal ventiler pr. cylinder                    | 2                   | 2                   | 2                   |
| Ventilstyring                                  | OHV, kæde           | OHV, kæde           | OHC, tandrem        |
| Fødesystem                                     | Karburator          | Monopoint2          | Monopoint           |
| Trykladning                                    | –                   | –                   | –                   |
| Køling                                         | Vandkøling          | Vandkøling          | Vandkøling          |
| Boring × slaglængde                            | 80,0 × 70,0 mm      | 65,0 × 67,7 mm1     | 70,0 × 72,0 mm      |
| Slagvolume                                     | 704 cm³             | 899 cm³1            | 1108 cm³            |
| Kompressionsforhold                            | 9,0:1               | 9,0:1               | 9,6:1               |
| Maks. effekt ved omdr./min.                    | 22 kW (30 hk) /5000 | 29 kW (39 hk) /5500 | 40 kW (54 hk) /5500 |
| Maks. drejningsmoment ved omdr./min.           | 47 Nm /2750         | 65 Nm /3000         | 86 Nm /3250         |
| Kraftoverførsel                                |                     |                     |                     |
| Drivende hjul                                  | Forhjul             | Forhjul             | Forhjul             |
| Gearkasse                                      | 4-trins manuel      | 5-trins manuel      | 5-trins manuel      |
| Præstationer                                   |                     |                     |                     |
| Topfart                                        | 126 km/t            | 140 km/t            | 150 km/t            |
| Acceleration 0-100 km/t                        | 30,0 sek.           | 18,0 sek.           | 13,8 sek.           |
| Brændstofforbrug pr. 100 km ved blandet kørsel | 6,5 liter Blyfri 95 | 6,3 liter Blyfri 95 | 6,3 liter Blyfri 95 |

- Motorerne er ikke E10-kompatible.[5]